# 大清後宮
《大清後宮》，（英語：Concubines of the Qing Emperor），又名《大清後宮之還君明珠》和《還君明珠》，是2006年出品的一部共45集的中國大陸電視連續劇，描述清朝道光年間後宮鬥爭的經過，素有港劇《金枝慾孽》和韓劇《大長今》中國大陸版之稱。台灣由八大電視台取得播映權，香港則由亞視取得播映權。

## 故事概要
清朝嘉慶十八年，以林清領導的天理教發動癸酉之變，攻入皇宮重地，嘉慶等一干皇族逃亡至熱河。當時道光仍是皇子，其側福晉繡心為救丈夫脫險，採李代桃僵之計然事後被俘，幸虧半途遇江蘇按察使安聘遠相救，兩人遂情投意合，願放下一切尊榮，浪跡天涯相知相守，並生了一子小寶。可惜不久安聘遠染上毒癮性情大變，加上道光登基後命人四處尋找繡心的下落，受不了家徒四壁的窘況，最後繡心毅然拋夫棄子返回皇宮，受封全嬪，隔年誕下四阿哥奕詝，再晉升為全妃，自孝慎成皇后佟佳氏過世後，全妃無形權傾後宮。
多年過去後，御醫鄂碩之女西林春為追查父親的死因，打算參與一年一度的後宮秀女選拔。母親瓜爾佳氏深怕女兒遭遇不測，主動將她許給紈褲子弟佟玉奇做妾，且偽造殘疾證明使內務府取消其資格。性格倔強的西林春在新婚當天逃跑，偶然邂逅正前往京城的安雪臣，生性仗義相助的安雪臣得知西林春是本屆秀女，願意親自護送其進宮，但兩人因此互生情愫。
選秀時間已過，太監劉玉貴原來拒絕西林春，此時全妃經過見西林春美貌，於是要劉玉貴讓步。西林春知書達禮通過考驗，跟其他也獲選的秀女們被安排至鍾粹宮待受皇帝臨幸，西林春、景珍和蘭軒同一房。景珍原和御前都尉榮廣海青梅竹馬，但為振興蒙古家族而捨棄愛情；蘭軒則天真單純，三人結為好姊妹。
後宮雖以全妃為首，但祥嬪仗著道光寵愛，和全妃形同水火兩大勢力，祥嬪假懷孕被西林春識破，祥嬪為求自保而設計陷害其為流產兇手，道光盛怒之下將西林春貶至辛者庫為浣衣奴，辛者庫的姑姑晚晴見西林春伶俐便收為己用。不識大體的蘭軒受到眾人排擠，也被胸懷城府的景珍擺了幾道，唯有西林春暗中幫忙並計畫扶持蘭軒。民間戲班子麗景軒進宮表演，安雪臣也在演員其中。
與麗景軒的武生杜菊笙私通，是祥嬪不為人知的秘密，全妃發覺有異，安排心腹在祥嬪身邊服侍。榮廣海對景珍苦苦追求不捨，西林春在兩人間魚雁往返，和榮廣海結成好友，也因西林春善解體貼，榮廣海遂移情於西林春，和安雪臣形成三角關係。景珍一心急於受寵，其父花良阿也為求女兒攀上枝頭，父女表面答應祥嬪做起私運鴉片進宮的交易勾當，實際上等待時機出賣祥嬪。
祥嬪不能直接和杜菊笙幽會，即拿安雪臣為替身傳情表白心意，加上安雪臣和西林春心心相印，因此在後宮增添許多風波。西林春發現全妃安排的臥底以及景珍將鴉片賣給祥嬪，於是心生向祥嬪復仇，祥嬪私藏鴉片東窗事發，被以後宮之主名義的全妃關進大牢。然而此時太后有疾，祥嬪即宣稱為太后治病的理由，因而獲得太后釋放，爾後祥嬪為保住榮華富貴，不惜狠心謀害杜菊笙，卻意外懷了身孕。
道光得知祥嬪有喜，但久未臨幸於是很快懷疑起是進宮的戲子，麗景軒全員因此遭到囚禁。安雪臣染上風寒無人敢醫治，團主的女兒沈吟秋為救情郎，與父親串通冒險突出禁衛軍包圍，結果巧遇道光，道光對單純善良的沈吟秋有意。西林春以身取藥救回安雪臣，也施計要杜菊笙帶祥嬪逃跑，仍然避不過禁衛軍的追捕，杜菊笙和祥嬪跳湖滅頂。
為求道光釋放麗景軒一干人等，沈吟秋忍痛答應被冊封為榮貴人，臨幸之夜卻因懇求開恩而使道光不快，從此無形被打入冷宮，安雪臣則替道光治好疾病也被封為御醫。祥嬪死後，全妃尋找下一個對她威脅的人物，蘭軒甫受道光臨幸又被景珍陷害，很快就被全妃視為目標。安雪臣受西林春託付搶救蘭軒，謊稱蘭軒罹患傳染病，蘭軒被下放到冷宮，但受到安雪臣的照顧，開始對他心生情愫。
景珍雖得到道光注意，但一直沒有受到臨幸，向全妃苦求結果鎩羽而歸。太后毒癮發作但無鴉片可抽，命晚晴差人負責運貨，西林春承辦此事被榮廣海抓到，但榮廣海向全妃表示是西林春欲揭發太后之舉，全妃暫不願和太后交兵，於是草草了之。太后得知此事，便下令處死了晚晴，失去姑姑的西林春轉向替全妃辦事，實際調查父親死因。
蘭軒有孕因此決定憑藉母以子貴扳回局勢。景珍靠鴉片向太后討好，讓太后將景珍推薦給道光而成了靜貴人，花良阿為求女兒生下皇子，安排假太監做起景珍姘夫因此懷孕。景珍亦有喜，但全妃暗知假太監一事要除掉景珍，不料景珍捷足先登先調了包，花良阿為免夜長夢多，事後以滅口了事。沈吟秋經常將俸祿託給總管太監李長安交付麗景軒，但其實麗景軒全員早已被道光毒殺，俸祿也一直被李長安私吞，西林春告知真相，悲痛的沈吟秋行刺道光，失敗即以自殺結束一生。
蘭軒和景珍同時誕下皇子，然而景珍的兒子一出生就夭折，為了晉升便施計將蘭軒的兒子偷來即為六阿哥奕訢，心灰意冷的蘭軒於是黯然出宮。全妃自知自己年華老去，為了繼續鞏固地位，必須培養可貼心的宮人作為拴住道光的工具，西林春就是最好的人選。被全妃命令出宮學藝的西林春在妓院偷聽到花良阿交易鴉片的經過，回宮向全妃告知。道光有意冊立景珍為后，全妃彈劾花良阿父女做為攻擊，花良阿斬立決，景珍失寵，全妃也因此得到皇后寶座。
西林春知道自己得拴到皇帝，但父親的死因跟皇后有關，所以決定要獻身道光，崛起後再扳倒皇后，同時不捨安雪臣，於是和他過了一天快樂的日子。皇室狩獵，道光被西林春的美貌和氣質吸引，於是向皇后要人，西林春臨陣退縮跑去和安雪臣幽會討論私奔一事，皇后得知決定派人暗殺安雪臣。安雪臣送給皇后當年母親遺留的簫，讓皇后發現安雪臣就是小寶，命人懸崖勒馬然為時已晚，安雪臣下落不明生還渺茫。失去安雪臣的西林春，在皇后曉以說教的方式下，不但得知父親真正死因，也決定真正幫皇后辦事，並一起掃除害人不淺的鴉片。
轉眼七年過去了，中宮空閒已久，道光帝故意安排全貴妃之子奕詝和靜妃之子奕訢和自己一起狩獵，全貴妃一早得到消息，與太監串通，終於令兒子脫穎而出，不久道光帝下旨封她為皇后。
全后考慮到西林春多年辛苦，欲為她和廣海主婚，沒想到，就在成親的那一天，多年沒有出現的蘭軒忽然光臨，她帶了一個人來——剛剛從戰場上打了勝仗回來的劄爾凡，他和當年的安雪臣長的一模一樣，只是完全記不清前塵往事了。
西林春再度陷入愛與恨的糾纏中，其間她忽然發現蘭軒是京城的最大的煙販子，她和景珍勾結，正醞釀著一場巨大的陰謀，而爾凡正是她的幫兇。
面對情與義，愛與恨，西林春不知該如何抉擇，而全后卻在此時趕她出宮，其實是要她在蘭軒的抱月樓裏臥底，再次面對昔日熟悉的面容，西林春百感交集，而爾凡也因為西林春的一再失常而注意到了她，蘭軒視爾凡為生命中最重要的人，她豈能容西林春掠奪她的地位，於是又一場水深火熱等待著西林春。
經過重重波折，爾凡終於記起了他是安雪臣，同時也揭露了他是黃爵茲安排在蘭軒身邊的臥底身份，蘭軒死於非命，全后和雪臣的關係也面臨著揭穿的危險，為了鞏固自己的地位，太后親自出馬將全后賜死。
西林春欲與爾凡離開皇宮，不想道光帝卻提早一步賜了爾凡毒酒，幸虧奕詝念及爾凡乃同母兄弟，秘密將其送往日本，西林春在宮門口等了一夜，再度失去了爾凡的音訊，西林春繼續留在宮裡服務。三年後，道光帝駕崩，四子奕詝繼位為咸豐帝。
十年後，英法聯軍打進來了，廣海在圓明園裡為掩護西林春而死，歷盡千辛萬苦找來的爾凡找不到西林春，而這時，西林春正坐著廣海給她準備的馬車離開了皇宮。
又一個十年後，爾凡一直在尋找西林春的下落，在某一天的早晨，他和友人經過第一次和西林春相遇的地方，二人擦肩而過，爾凡相信，總有一天他會找到她的，而西林春也懷著同樣美好的願望，二人越走越遠，越走越遠......

## 主要演員
| 演員   | 角色            | 人物介绍                                       |
| 胡靜   | 西林覺羅·春兒   | 女官、後賣扇子為生                             |
| 黃維德 | 安雪臣          | 全貴妃／全后與安聘遠之私生子、後幫他人照相為生 |
| 陳浩民 | 鈕祜祿·榮廣海   | 全貴妃／全后之姪子                             |
| 陳煒   | 博爾濟吉特·景珍 | 靜妃                                           |
| 陳秀麗 | 富察·蘭軒       | 道光帝之庶妻                                   |
| 張晨光 | 愛新覺羅·旻寧   | 道光帝                                         |
| 潘虹   | 皇太后鈕祜祿氏  |                                                |
| 傅藝偉 | 鈕祜祿·綉心     | 全貴妃，安雪臣及奕詝生母，後升位分為全后       |
| 霍思燕 | 沈吟秋          | 後被封為榮貴人                                 |
| 伊能靜 | 他他拉·淑寧     | 祥嬪                                           |
| 邢岷山 | 杜菊笙          | 祥嬪情夫                                       |
| 馬羚   | 瓜爾佳氏        | 西林春生母，杏兒繼母                           |
| 方圓   | 香穗            | 鈕祜祿·榮廣海之妻，全貴妃／全后貼身侍女        |
| 趙柯   | 葉赫那拉·杏兒   | 蘭貴人                                         |
| 陈展鹏 | 毓泰            |                                                |
| 田岷   | 晚晴姑姑        |                                                |
| 沈保平 | 花良阿          |                                                |
| 張迪   | 愛新覺羅·奕詝   | 咸豐帝                                         |

## 歌曲
| 曲別   | 歌名   | 作詞   | 作曲   | 演唱   |
| 片頭曲 | 新人笑 | 伊能靜 | 庾澄慶 | 庾澄慶 |
| 片尾曲 | 君不見 | 王建忠 | 郭松   | 榮星宇 |

## 收視
以下為該劇於亞洲電視首播之收視記錄(亞洲電視剪輯為40集，但只公佈了10/07/2006-18/08/2006前6周的收視記錄)：
| 週次              | 日期                  | 平均收視 |
| ----------------- | --------------------- | -------- |
| 1                 | 2006年7月10日-7月14日 | 4點      |
| 2                 | 2006年7月17日-7月21日 | 4點      |
| 3                 | 2006年7月24日-7月28日 | 5點      |
| 4                 | 2006年7月31日-8月4日  | 5點      |
| 5                 | 2006年8月7日-8月11日  | 5點      |
| 6                 | 2006年8月14日-8月18日 | 6點      |
| 平均收視（前6周） | 平均收視（前6周）     | 4.83點   |

## 外部連結
- 新浪娛樂《大清後宮》專題網站 （页面存档备份，存于）